# Калитеевские
Калитеевские — русский дворянский род.
Родоначальником считается воевода XVI века Иван Калит из Новгород-Северска, однако род имеет более древние корни. Владения дворян Калитеевских первоначально находились в Новгород-Северской земле, позднее их поместья располагались в основном в Устюженском уезде Новгородской губернии. Родовое поместье располагалось в сельце Попово близ села Любегощь (ныне в Весьегонском районе Тверской области). Род был внесён в VI и II части родословной книги Тверской и Новгородской губерний.
В 1770-х годах в Весьегонске проживал прапорщик Иван Александрович Калитеевский.
Весьегонским уездным предводителем дворянства был его внук, Анастасий Александрович Калитеевский (18.01.1815 — 1905). Его внук, сын младшего сына Николая Анастасьевича (07.04.1852 — 1909), Иван Николаевич Калитеевский (09.01.1886 — ?) в начале XX века возглавлял весьегонскую уездную управу; а правнук, Николай Иванович Калитеевский (1916—1999) стал известным советским физиком. Другой внук, Фёдор Николаевич (08.02.1892 — 1942), известен как отец советского патологоанатома Павла Фёдоровича Калитеевского (1924—2003).
Младшая сестра Анастасия Александровича, Федосья (26.05.1824 — ?), была замужем за Алексеем Васильевичем Дементьевым. Их сын, Пётр Алексеевич, считается сооснователем города Санкт-Петербург (Сент-Питерсберг) во Флориде (США).